# 미국 정부의 저작물
미국 정부의 저작물(a work of the United States government)이란 미국의 연방정부에 고용되어 있는 공무원이 그 직무상 작성한 저작물을 말한다. 이런 저작물은 작성되는 즉시 퍼블릭 도메인인 상태, 즉 저작재산권이 사실상 존재하지 않는 것으로 본다.

## 근거 조문
미국 법전 제17편 "저작권"의 제105조(17 U.S. Code § 105)에 관련 내용이 있다.
§ 105 · Subject matter of copyright: United States Government works
Copyright protection under this title is not available for any work of the United States Government, but the United States Government is not precluded from receiving and holding copyrights transferred to it by assignment, bequest, or otherwise.
§ 105 · 저작권의 보호대상: 미 연방정부의 작품
미국 정부의 모든 저작물은 이 편에서 정하는 저작권의 보호를 받지 아니한다. 단 양도, 유증 또는 그 밖의 방법으로 이전된 저작권을 양수하고 보유하는 데에는 그러하지 아니하다.

## 대상물
미국 정부의 저작물로 퍼블릭 도메인에 있는 것은 어디까지나 연방정부에 고용되어 있는 공무원이 그 직무상 작성한 것이다.
즉, 주나 지방 자치체에 고용되어 있는 공무원이 직무상 직성한 저작물은 당연히 퍼블릭 도메인의 상태에 있지 않다. 또 연방정부 공무원이 작성한 것이라도 직무 밖에서 작성한 것은 어디까지나 직원에게 저작권이 있으며, 퍼블릭 도메인이 아니다.
또한, 연방정부 공무원이 아닌 사람의 저작물을 연방정부가 이용하는 경우, 그 저작물의 저작권은 소멸하지는 않고 연방정부가 저작권을 주장할 수 있다. 따라서 미국 정부에서 출판한 모든 저작물이 퍼블릭 도메인의 상태에 있다고는 할 수는 없다 (예컨대, 민간 언론사 사진이라든지, 민간 연구원의 연구저작물과 같은 외부 위탁으로 작성된 것이면 저작권이 존재한다.)